# Martin Persch
Martin Persch (* 15. Februar 1948 in Linz am Rhein; † 25. Dezember 2013 in Trier) war ein deutscher katholischer Theologe und Historiker. Von 1987 bis 2013 leitete er das Bistumsarchiv Trier.
Martin Persch studierte Katholische Theologie in Trier und Regensburg, unter anderem bei Joseph Ratzinger. 1978 begann er im Bistumsarchiv Trier seine zweijährige Ausbildung im kirchlichen Archivdienst. 1987 wurde er mit einer Arbeit über das Trierer Diözesangesangbuch promoviert. Im gleichen Jahr wurde er kommissarischer Nachfolger des Trierer Bistumsarchivars Alois Thomas. 1989 übernahm er die Leitung des Archivs. Im April 2013 trat er in den Ruhestand und verstarb wenige Monate später. Er war verheiratet und hatte drei Kinder.
Das Publikationsverzeichnis Perschs umfasst über 600 Titel, die sich vor allem mit der Geschichte des (Erz-)Bistums Trier beschäftigen. Während seiner Dienstzeit als Archivar wurde das Bistumsarchiv Trier grundlegend modernisiert und durch eine Außenstelle erweitert. Persch lag vor allem die Sicherung und Übernahme von Pfarrarchiven am Herzen, die durch sinkende Priesterzahlen, Zusammenlegung von Pfarreien und dem Verkauf ehemaliger Pfarrhäuser nicht mehr an ihrem ursprünglichen Standort verbleiben konnten.
Martin Persch verfasste zahlreiche Artikel im Biographisch-Bibliographischen Kirchenlexikon (BBKL).